# Nemotelus neotropicus
Nemotelus neotropicus är en tvåvingeart som beskrevs av Charles Howard Curran 1925. Nemotelus neotropicus ingår i släktet Nemotelus och familjen vapenflugor.
Artens utbredningsområde är Peru. Inga underarter finns listade i Catalogue of Life.